# La Bastidonne
La Bastidonne est une commune française située dans le département de Vaucluse, en région Provence-Alpes-Côte d'Azur.
Ses habitants sont appelés les Bastidonnais et Bastidonnaises.

## Géographie

### Communes limitrophes
La commune de La Bastidonne n'a que deux communes limitrophes : La Tour-d'Aigues et Pertuis.

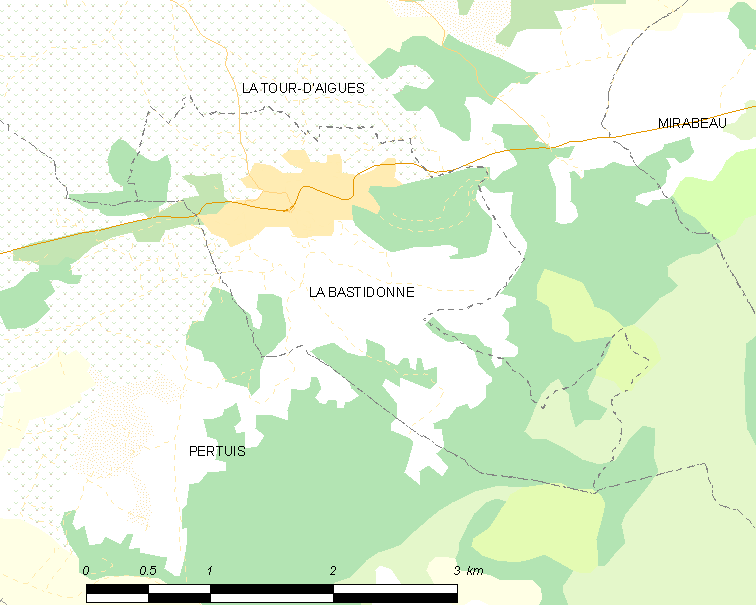
Carte de la commune de La Bastidonne.

### Relief
Le village de La Bastidonne est situé sur une colline au centre de la commune dont le territoire comprend 591 hectares, dont 215 de forêt méditerranéenne, au croisement des routes départementales CD 972 (reliant Pertuis à Mirabeau) et CD 165 (reliant La Bastidonne à La Tour-d'Aigues).
Au sud-est du village, le plateau de Saint-Julien, qui fut la zone de peuplement sans doute la plus ancienne de la commune et qui est aujourd'hui couvert d'une forêt de chênes verts, culmine à 420 mètres (le point culminant de la commune est le sommet de Malacoste à 479 m).

### Voies de communication et transports

#### Services autocars

##### Lignes départementales
Le village est desservi par une ligne départementale :
| Ligne | Tracé                                         |
| ----- | --------------------------------------------- |
| 17.3  | Beaumont-de-Pertuis ↔ La Bastidonne ↔ Pertuis |

### Sismicité
Les cantons de Bonnieux, Apt, Cadenet, Cavaillon, et Pertuis sont classés en zone Ib (risque faible). Les autres cantons du département de Vaucluse sont classés en zone Ia (risque très faible). Ce zonage correspond à une sismicité ne se traduisant qu'exceptionnellement par la destruction de bâtiments.

### Climat
Pour des articles plus généraux, voir Climat de Provence-Alpes-Côte d'Azur et Climat de Vaucluse.
En 2010, le climat de la commune est de type climat méditerranéen franc, selon une étude du Centre national de la recherche scientifique s'appuyant sur une série de données couvrant la période 1971-2000. En 2020, Météo-France publie une typologie des climats de la France métropolitaine dans laquelle la commune est exposée à un climat méditerranéen et est dans la région climatique  Provence, Languedoc-Roussillon, caractérisée par une pluviométrie faible en été, un très bon ensoleillement (2 600 h/an), un été chaud (21,5 °C), un air très sec en été, sec en toutes saisons, des vents forts (fréquence de 40 à 50 % de vents > 5 m/s) et peu de brouillards. 
Pour la période 1971-2000, la température annuelle moyenne est de 13,1 °C, avec une amplitude thermique annuelle de 16,6 °C. Le cumul annuel moyen de précipitations est de 719 mm, avec 6,4 jours de précipitations en janvier et 2,7 jours en juillet. Pour la période 1991-2020, la température moyenne annuelle observée sur la station météorologique de Météo-France la plus proche, « Peyrolles en Provence », sur la commune de Peyrolles-en-Provence à 6 km à vol d'oiseau, est de 14,1 °C et le cumul annuel moyen de précipitations est de 595,4 mm. 
La température maximale relevée sur cette station est de 44,4 °C, atteinte le 28 juin 2019 ; la température minimale est de −14,1 °C, atteinte le 12 février 2012,,. 
Les paramètres climatiques de la commune ont été estimés pour le milieu du siècle (2041-2070) selon différents scénarios d'émission de gaz à effet de serre à partir des nouvelles projections climatiques de référence DRIAS-2020. Ils sont consultables sur un site dédié publié par Météo-France en novembre 2022.

### Accès
Deux routes départementales se croisent à La Bastidonne : la D 972 et la D 165.
Gares SNCF à Pertuis à 5 km vers Aix-en-Provence et Marseille et à Manosque - Gréoux-les-Bains à 23 km.
Gares TGV à Aix-TGV Arbois (45 min) ou Avignon-TGV (1 h).
Distance des grandes villes françaises
L'orientation et la localisation de La Bastidonne par rapport à quelques grandes villes françaises sont données dans le tableau suivant. Distance à vol d'oiseau :
| Ville                | Marseille | Montpellier  | Nice         | Lyon       | Toulouse   | Bordeaux   | Strasbourg   | Paris      | Nantes       | Rennes       | Lille      |
| Distance Orientation | 48 km (S) | 137 km (S-O) | 137 km (S-E) | 236 km (N) | 332 km (O) | 507 km (O) | 569 km (N-E) | 626 km (N) | 682 km (N-O) | 745 km (N-0) | 795 km (N) |

### Toponymie
En provençal : La Bastidouno. C'est vers 1231 que le chevalier Savaric, originaire de Pertuis, fait construire une tour avec fortification, qui sera plus tard transformée en bastide. La Bastide de Savaric devient donc La Bastidonne, petite bastide.

## Urbanisme

### Typologie
Au 1er janvier 2024, La Bastidonne est catégorisée bourg rural, selon la nouvelle grille communale de densité à sept niveaux définie par l'Insee en 2022.
Elle appartient à l'unité urbaine de La Tour-d'Aigues, une agglomération intra-départementale regroupant deux  communes, dont elle est une commune de la banlieue,,. Par ailleurs la commune fait partie de l'aire d'attraction de Marseille - Aix-en-Provence, dont elle est une commune de la couronne,. Cette aire, qui regroupe 115 communes, est catégorisée dans les aires de 700 000 habitants ou plus (hors Paris),.

### Occupation des sols
L'occupation des sols de la commune, telle qu'elle ressort de la base de données européenne d’occupation biophysique des sols Corine Land Cover (CLC), est marquée par l'importance des territoires agricoles (51,1 % en 2018), une proportion sensiblement équivalente à celle de 1990 (51,8 %). La répartition détaillée en 2018 est la suivante : 
cultures permanentes (30,1 %), forêts (23,6 %), zones agricoles hétérogènes (21,1 %), espaces ouverts, sans ou avec peu de végétation (13,7 %), zones urbanisées (11,6 %). L'évolution de l’occupation des sols de la commune et de ses infrastructures peut être observée sur les différentes représentations cartographiques du territoire : la carte de Cassini (XVIIIe siècle), la carte d'état-major (1820-1866) et les cartes ou photos aériennes de l'IGN pour la période actuelle (1950 à aujourd'hui).

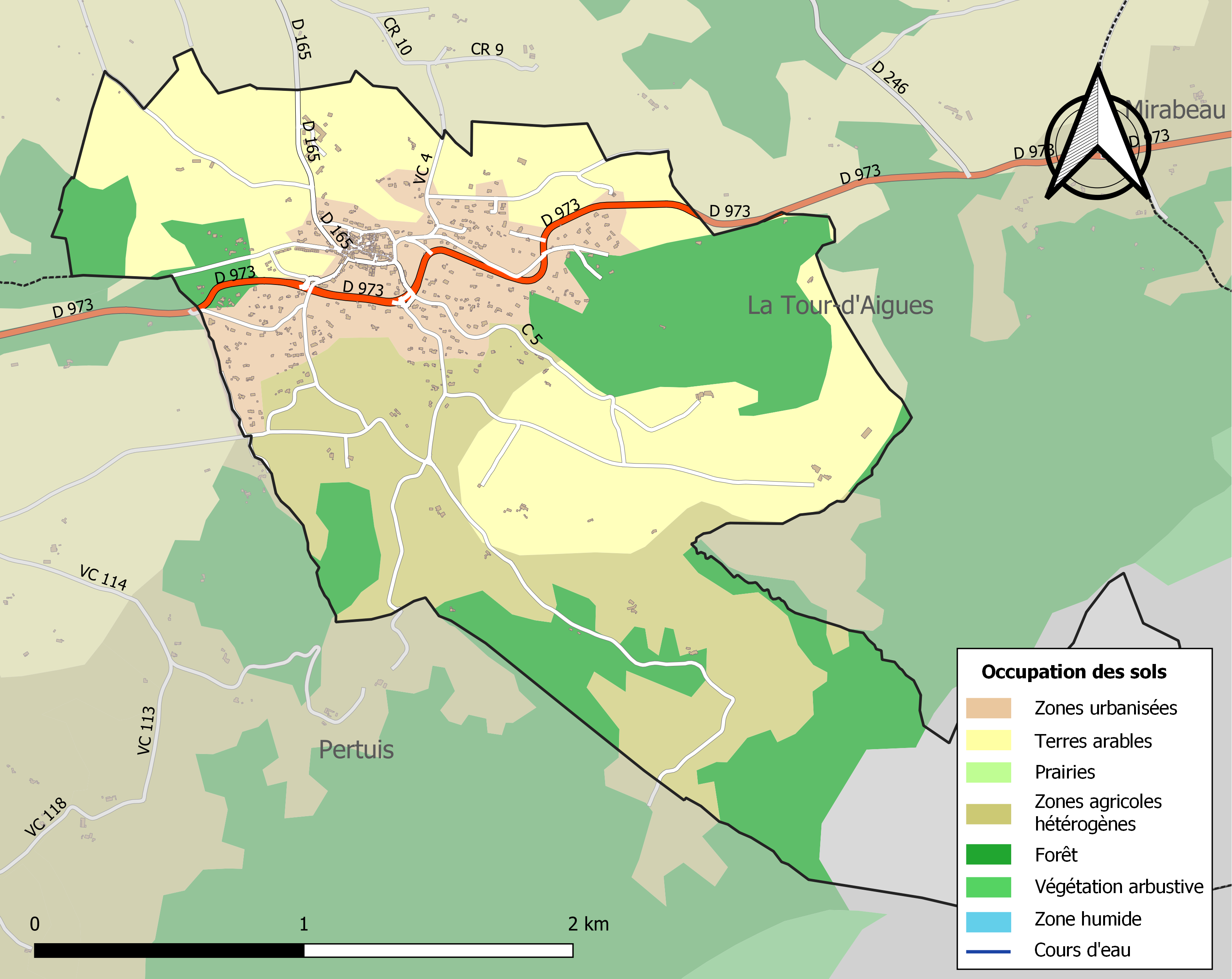
Carte des infrastructures et de l'occupation des sols de la commune en 2018 (CLC).

### Morphologie urbaine

#### Répartition des sols
La répartition des sols de la commune est la suivante (donnée pour un total de) :
| Type d'occupation | Pourcentage | Superficie (en hectares) |
| ----------------- | ----------- | ------------------------ |
| Zones urbaines    | 11,02 %     | 63,88                    |
| Zones agricoles   | 49,69 %     | 288,03                   |
| Zones naturelles  | 39,05 %     | 226,36                   |
| Total             | 100 %       | 579,66                   |

Les zones naturelles sont principalement formées par les forêts méditerranéennes couvrant le petit Luberon. Les zones agricoles sont formées de vergers de fruitiers (oliviers, amandiers, etc.), des champs de lavandin et des vignes (AOC Côtes du Luberon).

## Histoire

### Préhistoire et Antiquité
Le peuplement de la commune remonte sans doute à la Préhistoire, en raison de sa localisation dans la vallée de la Durance, voie de passage privilégiée pour qui remonte de l’embouchure du Rhône vers les Alpes au nord.
Des fouilles y ont attesté la présence de l'homme à la fin du Néolithique. Bien connus, les tumuli (tombes empierrées de forme circulaire) qui ont été découverts au lieu-dit l'Agnel (commune de Pertuis, au sud de La Bastidonne) ont révélé des vestiges de l'âge du bronze et notamment un mobilier étrusque qui prouvent l'importance du commerce à cette époque.
Un premier peuplement probablement permanent est surtout attesté sur le site de l'Oppidum de Saint-Julien, dont l'escalier dérobé est semblable, quoique plus modeste, à celui du fort néolithique de Buoux (Nord-Luberon). Les archéologues ont retrouvé assez de vestiges et de monnaies phocéennes sur ce plateau pour penser qu’à l’époque celto-grecque y était implanté un « emporion » (comptoir commercial) qui plus tard se transformera en vicus gallo-romain.
À l'époque romaine, les oliveraies et les fermes du pays d'Aigues qui s'étendent jusqu'à la commune de La Bastidonne, où des colonnes romaines et un cercueil de verre — exposé à Marseille — ont été inventés.
Le peuplement de Saint-Julien, quant à lui, s'interrompt peut-être aux IVe – Ve siècles, période de repli démographique. On ignore si cette interruption fut totale, mais les grandes invasions mirent un terme à toute occupation humaine.

### Moyen Âge
Au haut Moyen Âge, des moines fondent trois prieurés. Le premier, sous le nom de Benadeus, fut une dépendance des chanoines de l’abbaye de Saint-Ruf de Valence dès 1096. Ce lieu fut ensuite consacré à Notre-Dame-de-Bonaventure.
Au XIIIe siècle, le prieuré de Notre-Dame-de-la-Réal fut une possession viticole de l’abbaye chalaisienne de Notre-Dame de Lure dans les Alpes provençales.
Le troisième dédié à saint Julien – et qui donna son nom au plateau – malgré ses importantes dimensions (25 x 5 mètres) a des origines assez floues. On sait que, jusqu’au XVIIe siècle, le prieuré Saint-Julien fut le centre d’un pèlerinage très suivi qui se déroulait tous les 23 août. Cette date et son nom suggèrent qu'il se substitua à un ancien culte solaire. Il ne reste de nos jours qu’une partie de l’abside, sa pierre d’autel a été dérobée en 1969. Au milieu du XIXe siècle, on sait que son approche était marquée par un petit oratoire sur la base duquel était gravé « Epaminondas, général thébain ».
Le terroir de La Bastidonne relevait du comté de Forcalquier au XIIe siècle. Lorsque ce comté perd son indépendance en 1209, à la mort de Guillaume II, un de ses neveux, Guillaume de Sabran tente de le relever. Après une lutte de dix ans, il passe un accord à Meyrargues le 29 juin 1220 avec Raimond Bérenger IV, comte de Provence et lui aussi héritier du comté de Forcalquier. Par cet accord, la moitié sud du comté, dont La Bastidonne, lui est donnée. Il conserve sa moitié de comté jusqu'à sa mort, vers 1250.
L'origine du village actuel est quant à elle plus récente. C'est au XIIIe siècle, époque de défrichements, qu'une « bastide » - probablement l'agrandissement d'un pavillon de chasse originel - est fondée sur les terres des seigneurs de La Tour-d'Aigues, accompagnée par l'église du village. Elle était défendue par le château de Tourrache dont les ruines furent arasées à la fin de la Seconde Guerre mondiale.
De cette « bastide de Savaric » (Bastida de Savaricus, 1231) subsiste aujourd'hui un pan de mur vers le sommet du village. Elle passa ensuite, en 1235, à Pierre des Orgues. Désertée par ses habitants, la seigneurie devint le fief des Agoult qui la repeuplent par un acte daté de 1485.

### Temps modernes
En effet, les possibles reconstitutions du bâtiment médiéval le rapprochent par la forme du pavillon de chasse du roi René, à Aix-en-Provence (daté du XVe siècle). Il est possible qu'au même moment ait été dédié l’ermitage de Saint-Julien, dont la chapelle actuellement en ruine ne date que du XVIe siècle.
Par mariage, la Bastide arriva à Jean Louis Nicolas de Bolliers, au XVIe siècle. Malgré ses seigneurs consécutifs, le village garda son nom de Bastide ou Bastidonne de Savaric. La carte du « Comté et Gouvernement de Provence » dressée en 1652 par Samson d’Abbeville note encore Bastide de Savary. En 1782, Darluc, dans son Histoire Naturelle de Provence, l’appelle Bastidonne.

### Révolution française
La commune prend officiellement le nom de La Bastidonne le 14 février 1790. En 1793, lors de la création du département de Vaucluse, elle est tout naturellement rattachée à ce dernier.

### Époque contemporaine
Au XIXe siècle, l'expansion des terres agricoles se fait principalement sur le versant sud du plateau de Saint-Julien dont les pierres sont réemployées pour bâtir les murs des terrasses et dans la vallée de Galance en raison de la présence d'eau.
La Bastidonne fait aujourd'hui partie du parc naturel régional du Luberon (son maire[Qui ?] en étant le président)[Quand ?].

## Politique et administration

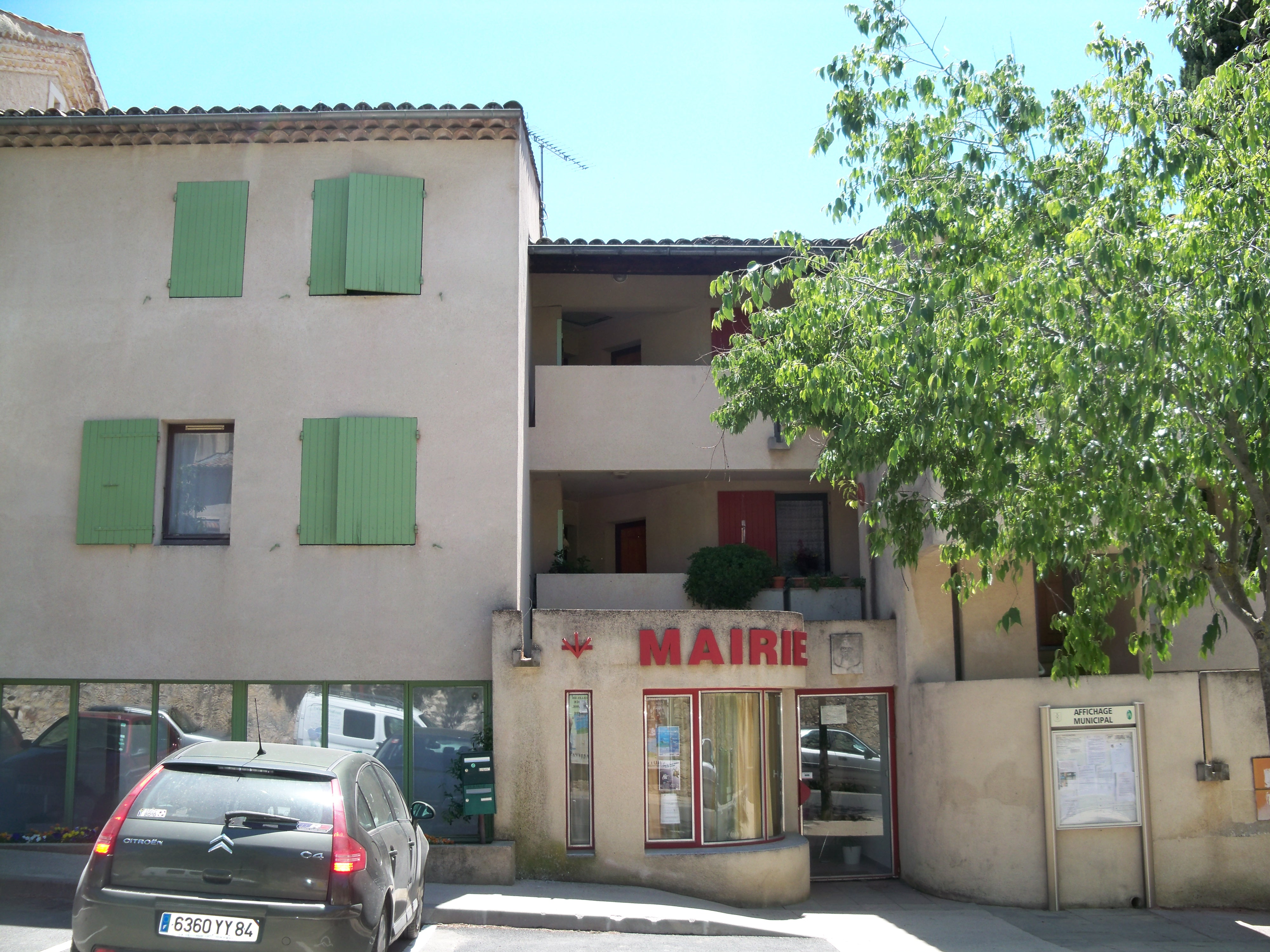
Mairie de La Bastidonne.

### Tendances politiques
La commune vote généralement très à gauche (70 % aux européennes de 2009, 68 % aux législatives de 2007).
À l'Élection présidentielle de 2007, le premier tour a vu arriver en tête Ségolène Royal (PS) avec 33,74 %, suivi par Nicolas Sarkozy (UMP) avec 25,05 %, François Bayrou (UDF) avec 17,17 %, Jean-Marie Le Pen (FN) avec 9,29 % et Olivier Besancenot avec 4,65 %, aucun autre candidat ne dépassant le seuil des 3 %. Le second tour a vu arriver en tête Ségolène Royal avec 52,30 % (résultat national : 46,94 %) contre 47,70 % pour Nicolas Sarkozy (résultat national : 53,06 %).
Aux Élections législatives de 2007, le premier tour a vu Jean-Louis Joseph (PS) arriver très largement en tête avec 56,71 % devant Jean-Claude Bouchet (UMP) avec 21,41 %, viennent ensuite Maurice Giro (Divers droite) avec 6,12 % et Nicole Bouisse (UDF) avec 4,47 %, aucun autre candidat ne dépassant les 3 %. Le second tour a vu arriver largement devant Jean-Louis Joseph avec 68,79 % (résultat circonscription : 44,72 %) contre 31,21 % pour Jean-Claude Bouchet (résultat circonscription : 55,28 %). Abstention moins forte La Bastidonne avec respectivement 24,65 % et 24,48 % aux deux tours que dans la circonscription (37,93 % et 38,68 %).
À l'Élection européenne de 2009, Michèle Rivasi (Europe Écologie) avec 29,51 % est arrivée en tête suivie par Vincent Peillon (PS) avec 23,61 %, Françoise Grossetête (UMP) avec 14,75 %, Marie-Christine Vergiat (Front de Gauche) 7,54 %, Raoul-Marc Jennar (NPA) avec 6,56 % et Jean-Luc Bennahmias (Modem) avec 5,57 % et ; aucun autre candidat ne dépassant le seuil des 5 %. Le taux de participation a été de 55,61 %.

### Administration municipale
De par sa taille, la commune dispose d'un conseil municipal de 15 membres (article L2121-2 du Code général des collectivités territoriales). Lors du scrutin de 2008 le maire sortant Jean-Louis Joseph a obtenu le quatorzième total de la liste unique avec 343 voix sur 413 suffrages exprimés (83,05 %).

### Liste des maires
| Période                                  | Période    | Identité             | Étiquette | Qualité |
| ---------------------------------------- | ---------- | -------------------- | --------- | --- |
| Les données manquantes sont à compléter. |            |                      |           | |
| mars 1977                                | avril 2014 | Jean-Louis Joseph    | PS        | Exploitant agricole retraité Conseiller régional de Provence-Alpes-Côte d'Azur (1992 → 2015) Vice-président du conseil régional (1998 → 2015) |
| avril 2014                               | mai 2020   | Jacques Decuignières |           | |
| mai 2020                                 | En cours   | Michel Partage       | DVG       | Journaliste Ancien conseiller général de Barjols (2008 → 2015) Ancien maire de Varages (2001 → 2008)                                          |

### Politique de développement durable
La commune a engagé une politique de développement durable en lançant une démarche d'Agenda 21.
Collecte et traitement des déchets des ménages et déchets assimilés et protection et mise en valeur de l'environnement dans le cadre de la communauté territoriale du Sud Luberon.
La commune, de par la communauté de communes, fait partie du syndicat mixte intercommunautaire pour l'étude, la construction et l'exploitation d'unités de traitement des ordures ménagères de la région de Cavaillon (Sieceutom).
La commune fait partie du syndicat intercommunal à vocation multiple (SIVOM) Durance-Luberon qui est un établissement public de coopération intercommunale (EPCI) qui regroupe 21 communes des 23 communes (Lourmarin et Vaugines n'en font pas partie) des deux cantons de Pertuis et de Cadenet a pour compétence la distribution de l'eau et l'assainissement. Il a été créé en 1989 par transformation du syndicat intercommunal créé en 1946 mais qui n'avait comme compétence que la distribution de l'eau. Il comprend 42 membres (deux par commune). Son président est Maurice Lovisolo (vice-président du conseil départemental de Vaucluse). Le prix de l'assainissement est variable dans chaque commune (à cause de la surtaxe communale) alors que celui de l'eau est identique.

### Instances administratives et juridiques
La Bastidonne est une des quatorze communes du canton de Pertuis qui totalise 32 492 habitants en 2006. Le canton fait partie de l'arrondissement d'Apt depuis 1801 (sauf de 1926 à 1933 où ce fut Cavaillon) et de la cinquième circonscription de Vaucluse depuis 2010 (avant l'ordonnance n° 2009-935 du 29 juillet 2009 elle appartenait à la deuxième circonscription de Vaucluse). La Bastidonne fait partie du canton de Pertuis depuis 1801 après avoir fait partie du canton de La Tour-d'Aigues de 1793 à 1801.
La Bastidonne fait partie de la juridiction d’instance d’Apt, mais du greffe détaché Pertuis, et de grande instance, de prud’homale, de commerce et d'affaires de Sécurité sociale d’Avignon.

### Fiscalité
| Taxe                                                | Part communale | Part intercommunale | Part départementale | Part régionale |
| --------------------------------------------------- | -------------- | ------------------- | ------------------- | -------------- |
| Taxe d'habitation (TH)                              | 14,28 %        | 0,19 %              | 7,55 %              | 0,00 %         |
| Taxe foncière sur les propriétés bâties (TFPB)      | 18,62 %        | 0,25 %              | 10,20 %             | 2,36 %         |
| Taxe foncière sur les propriétés non bâties (TFPNB) | 45,15 %        | 0,25 %              | 28,96 %             | 8,85 %         |
| Taxe professionnelle (TP)                           | 00,00 %        | 20,36 %             | 13,00 %             | 3,84 %         |

La part régionale de la taxe d'habitation n'est pas applicable.
La taxe professionnelle est remplacée en 2010 par la cotisation foncière des entreprises (CFE) portant sur la valeur locative des biens immobiliers et par la cotisation sur la valeur ajoutée des entreprises (CVAE) (les deux formant la contribution économique territoriale (CET) qui est un impôt local instauré par la loi de finances pour 2010).

## Population et société

### Démographie

#### Évolution démographique
Le recensement de 1826, qui ne serait qu'une réactualisation de celui de 1821, n'a pas été retenu.

Le recensement de 1871 a été, pour cause de guerre, repoussé à l'année 1872.

Le recensement de 1941, réalisé selon des instructions différentes, ne peut être qualifié de recensement général, et n'a donné lieu à aucune publication officielle.

Les résultats provisoires du recensement par sondage annuel réalisé en 2004, 2005 et 2006 selon les communes sont tous, par convention, affichés à 2006.
La population de La Bastidonne, qui compte près de 700 habitants en 2004, a connu une croissance relativement limitée durant les deux dernières décennies. Celle-ci s'est traduite par la création de pavillons le long des chemins de Galance et de Fontvieille. Cette croissance est principalement le fait de l'essor urbain aux confins du pays d'Aix (Bouches-du-Rhône) qui a surtout touché les communes voisines de Pertuis et de La Tour-d'Aigues.
L'évolution du nombre d'habitants est connue à travers les recensements de la population effectués dans la commune depuis 1793. Pour les communes de moins de 10 000 habitants, une enquête de recensement portant sur toute la population est réalisée tous les cinq ans, les populations de référence des années intermédiaires étant quant à elles estimées par interpolation ou extrapolation. Pour la commune, le premier recensement exhaustif entrant dans le cadre du nouveau dispositif a été réalisé en 2007.

En 2022, la commune comptait 914 habitants, en évolution de +17,18 % par rapport à 2016 (Vaucluse : +1,73 %, France hors Mayotte : +2,11 %).
| 1793 | 1800 | 1806 | 1821 | 1831 | 1836 | 1841 | 1846 | 1851 |
| ---- | ---- | ---- | ---- | ---- | ---- | ---- | ---- | ---- |
| 288  | 300  | 305  | 317  | 294  | 295  | 304  | 291  | 302  |

| 1856 | 1861 | 1866 | 1872 | 1876 | 1881 | 1886 | 1891 | 1896 |
| ---- | ---- | ---- | ---- | ---- | ---- | ---- | ---- | ---- |
| 304  | 300  | 287  | 275  | 270  | 252  | 214  | 204  | 201  |

| 1901 | 1906 | 1911 | 1921 | 1926 | 1931 | 1936 | 1946 | 1954 |
| ---- | ---- | ---- | ---- | ---- | ---- | ---- | ---- | ---- |
| 179  | 167  | 178  | 143  | 118  | 132  | 131  | 129  | 135  |

| 1962 | 1968 | 1975 | 1982 | 1990 | 1999 | 2006 | 2007 | 2012 |
| ---- | ---- | ---- | ---- | ---- | ---- | ---- | ---- | ---- |
| 153  | 179  | 259  | 381  | 505  | 677  | 729  | 737  | 701  |

| 2017 | 2022 | - | - | - | - | - | - | - |
| ---- | ---- | - | - | - | - | - | - | - |
| 817  | 914  | - | - | - | - | - | - | - |

### Enseignement
La Bastidonne a une école primaire publique, ensuite les élèves sont affectés au collège Albert-Camus à La Tour-d'Aigues,. Les élèves poursuivent ensuite au lycée Val-de-Durance à Pertuis (enseignement général) ou lycée Alexandre-Dumas à Cavaillon soit Lycée Alphonse Benoit à L'Isle-sur-la-Sorgue (enseignements techniques).

## Économie
Aux XVIIe et XIXe siècles, La Bastidonne possède un élevage de vers à soie.
Jusqu'à aujourd'hui, l'agriculture et en particulier la viticulture restent les principales activités économiques pratiquées sur le territoire de la commune (blé, vin rouge et blanc AOC Côtes du Luberon).
En 1985, une zone d'activités artisanales de 12 260 m2 a été créée à la sortie du village, le long de la route départementale CD 165 en direction de la Tour-d'Aigues. Elle héberge notamment une fabrique de beignets et un garage.

### Commerce
La Bastidonne dispose depuis les années 1980 de deux commerces de proximité : un bar-tabac et une épicerie. L'établissement La Terrasse, qui porte le label Bistrot de Pays, adhère à une charte qui a but de « contribuer à la conservation et à l’animation du tissu économique et social en milieu rural par le maintien d’un lieu de vie du village ».

### Agriculture
Pomme de terre de Pertuis

Logo de la pomme de terre de Pertuis.

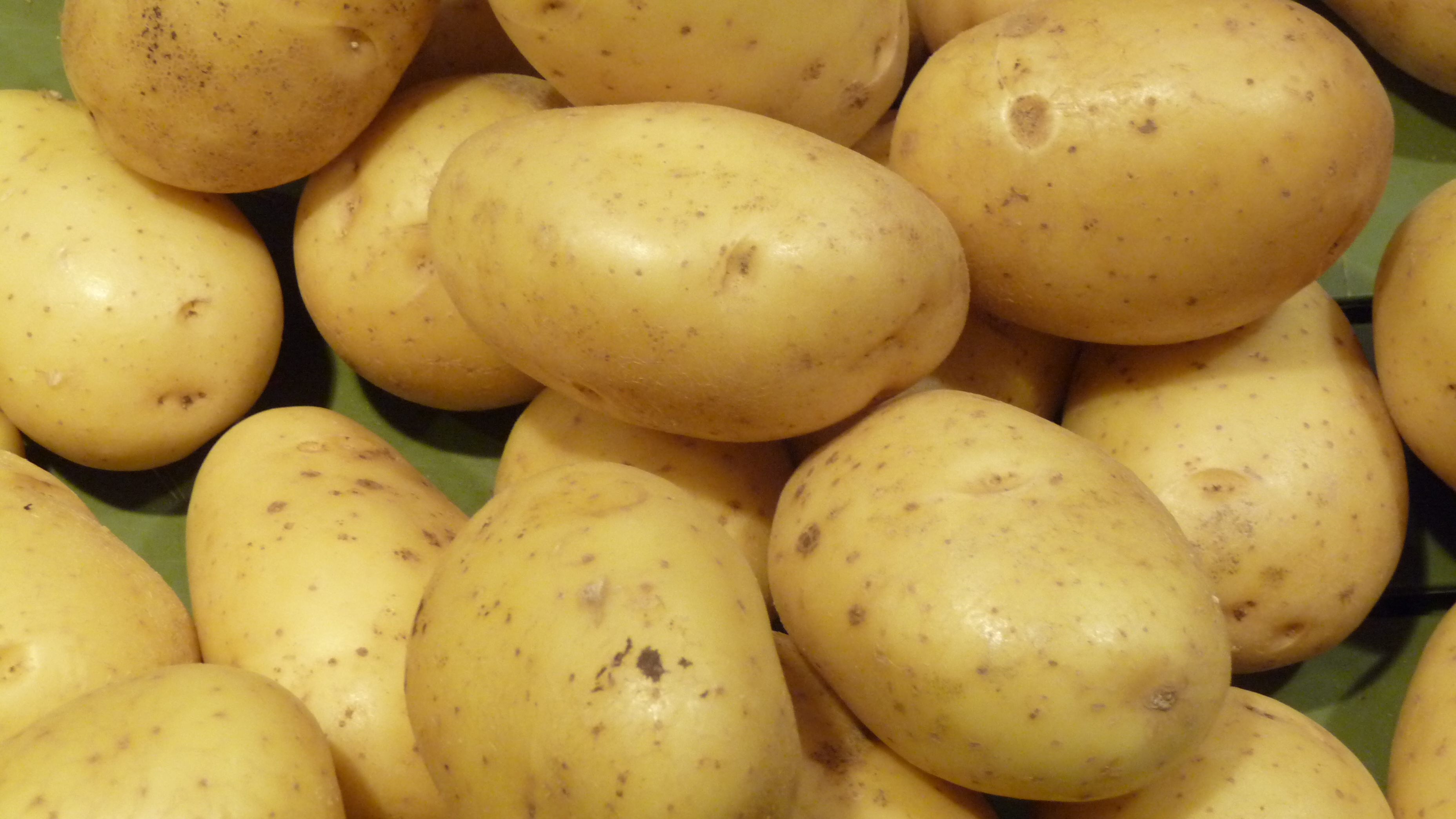
Pommes de terre Monalisa.

En 2008, la confrérie de la pomme de terre de Pertuis est créée. Le 29 janvier 2010 la pomme de terre de pertuis devient une marque.
Appréciée pour sa valeur gustative et sa belle tenue au niveau de la conservation, elle possède une typicité liée au terroir sableux-limoneux très favorable de la plaine de la Durance. Une pomme de terre à chair jaune : les variétés les plus cultivées sont Monalisa et Samba non lavée, ce qui en favorise la conservation cultivée dans la région de Pertuis, Cadenet, Lambesc, Peyrolles et sont conditionnées en sacs portant le logo officiel de la « Pomme de terre de Pertuis ».
La route gourmande de la pomme de terre de Pertuis parcourt tout le bassin de production de La pomme de terre de Pertuis : le Pays d'Aix en Provence, le Luberon et la vallée de la Durance.
Huile d'olive de Provence AOC

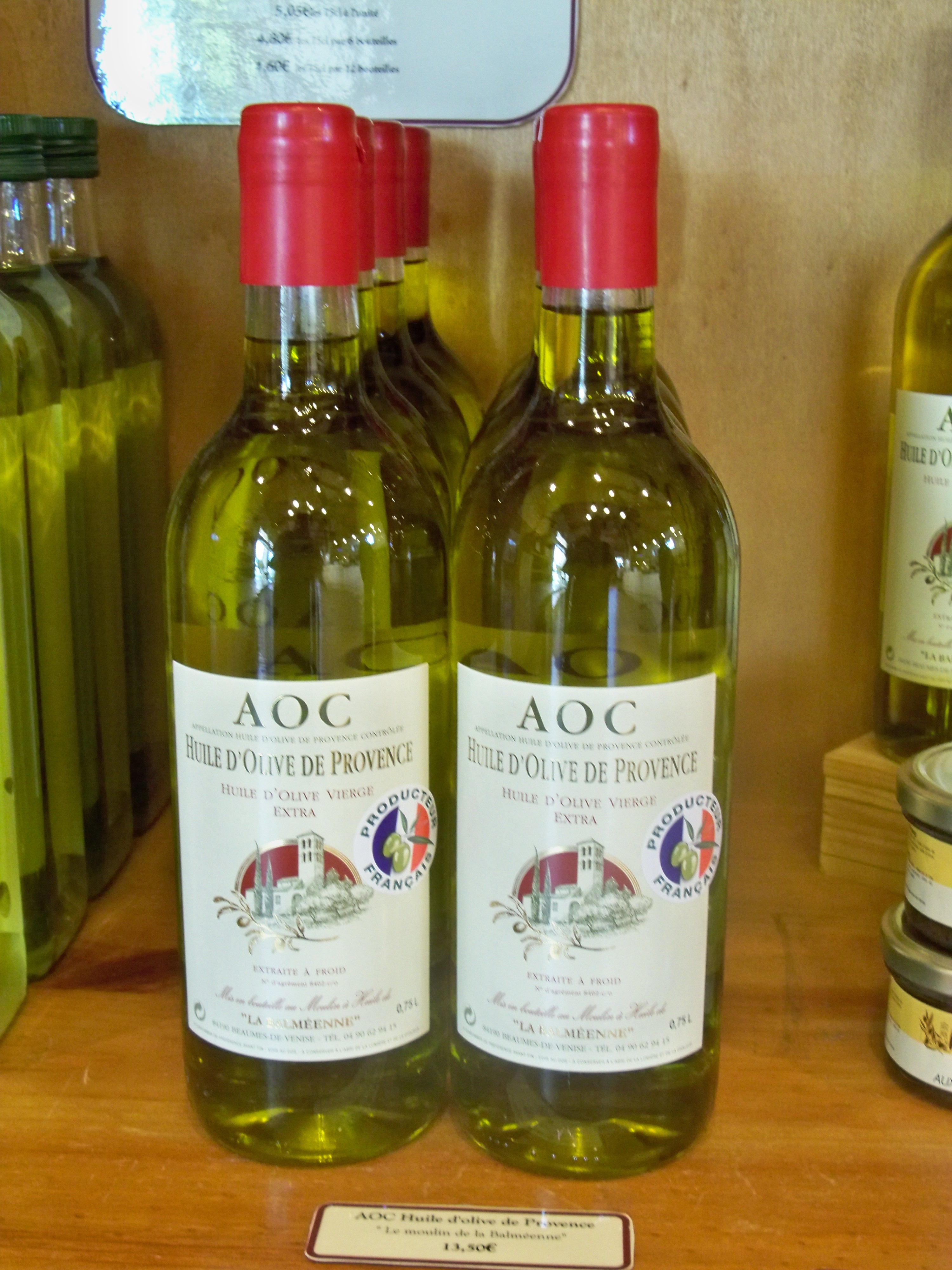
Huile de Provence AOC.

L'huile d'olive de Provence est protégée par une appellation d'origine contrôlée (AOC) à la suite d'une enquête diligentée par l'INAO, dont les conclusions ont été déposées auprès de la commission le 26 octobre 2006, réunie à Arles. La signature du décret parut au Journal officiel le 14 mars 2007.
Pour pouvoir postuler à l'AOC, l'huile d'olive de Provence doit être élaborée à base des variétés aglandau, bouteillan, cayon, salonenque ainsi que celles dénommées localement brun, cayet, petit ribier et belgentiéroise. Il faut au moins deux de ces variétés principales présentes au sein de l'oliveraie,.
Dans la commune La Bastidonne, quelques oliveraies répondent à ses critères. Les olives sont principalement pressées au Moulin du Grand Réal ou Moulin du Pays d'Aigues un des derniers moulins de la région. Les oliviers du domaine du Grand Réal fournissent à eux seuls 1 500 litres d'AOC certifiées agriculture biologique sur 2 ha et sont exploités par les autistes de l'ESAT du Grand Réal. Le moulin presse également 100 tonnes d'olives apportés par 400 producteurs extérieurs.
Cerises
À La Bastidonne sont cultivées des cerises ayant l'Indication géographique protégée : cerises du Ventoux à savoir que la cerise des coteaux du Ventoux se caractérise par sa production dans la zone des coteaux du Ventoux, par sa cueillette à maturité optimale et par son calibre moyen minimum garanti à 24 mm.
Vignes
La commune produit des vins ayant quatre appellations reconnues par INAO, un AOC les Côtes-du-Luberon. Les vins qui ne sont pas en appellation d'origine contrôlée peuvent revendiquer, après agrément, le label Indication géographique protégée (IGP) Vin de pays d'Aigues, qui peuvent être blanc, rosé, rouge. Les viticulteurs produisent aussi un autre label IGP les Vins de Pays de Vaucluse qui peuvent être blanc, rosé, rouge. Mais également un autre label IGP Méditerranée (IGP) qui peut être blanc, rosé, rouge.
Un vignoble expérimental (vin de l'agriculture biologique) existe au Réal depuis les années 1990 sur 14 ha.
Agneau de Sisteron
Les agneaux élevés pendant 60 jours minimum avec la mère en bergerie, et ayant un âge compris entre 70 et 150 jours, et pesant de 13 à 19 kg peuvent prétendre à l'IGP label rouge Agneau de Sisteron.
Miel
Les apiculteurs produisant du miel ayant les caractéristiques suivantes : miel monofloral ou polyfloral, y compris miel de miellat, issu de la flore spontanée de Provence ou d'une culture spécifique à la Provence, à l'exception des cultures de colza, de tournesol ou de luzerne ainsi que toute autre culture non spécifique avec des pollens spécifiques à la Provence, spectre pollinique des miels devant, dans tous les cas, présenter une spécificité provençale peuvent prétendre à l'appellation IGP Miel de Provence.

### Entreprises
Les plus grosses entreprises de la commune sont Société nouvelle Valais (Fabrication de plats préparés) (créée le 31 janvier 2003) avec un chiffre d'affaires 111 600 € au 31 décembre 2008, car la société n'a pas déposé ses comptes 2009, la société étant en redressement judiciaire depuis le 15 octobre 2008 puis Genetec (Intermédiaires spécialisés dans le commerce) (créée le 11 juillet 2000) avec un chiffre d'affaires 497 000 € 31 décembre 2009 et deux employés (contre 482 000 € 31 décembre 2008) en hausse de 3,11 % et F.E.P. (Travaux de peinture et vitrerie) (créée le 1er octobre 2000).

## Culture locale et patrimoine

### Monuments et sites
La commune de La Bastidonne n'a pas de bâtiments classés monument historique, mais onze sont inscrits à l'Inventaire général du patrimoine culturel inscrits le 21 août 1998 en particulier :
- Sur le plateau de Saint Julien (ruines d'une chapelle médiévale datant probablement du XIIIe siècle, de l'ermitage fin XVIIe siècle ou début XVIIIe siècle et l'escalier dérobé de l'oppidum)[68].
- l'église Paroissiale Notre-Dame-de-Bonne-Aventure érigée au XIIIe siècle, devenue paroisse en 1486, des agrandissements eurent lieu en 1665, entre 1686 et 1714, en 1762 et enfin en 1841[69].
- Lavoir communal.

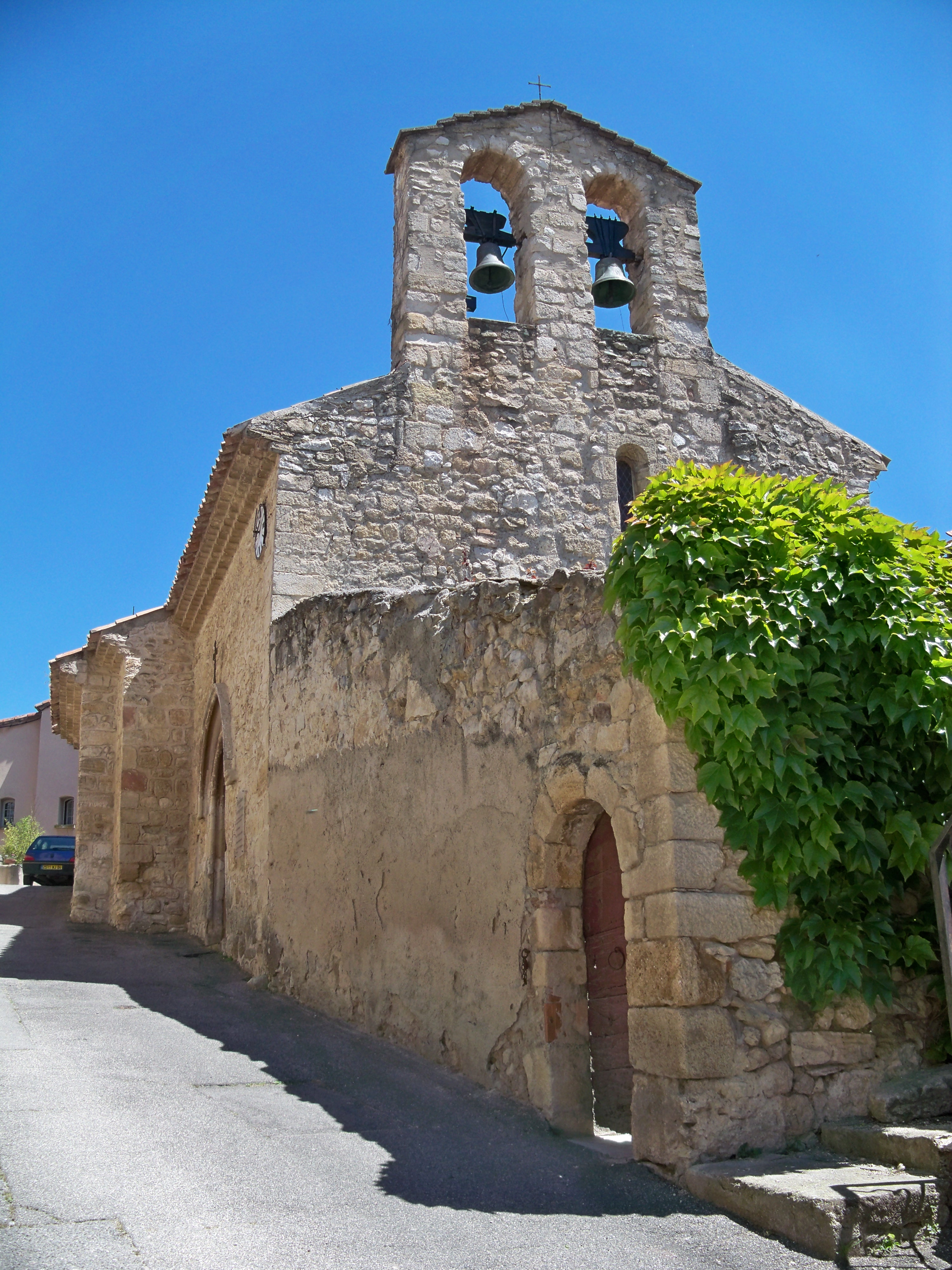
Église Notre-Dame-Bonne-Aventure de La Bastidonne.
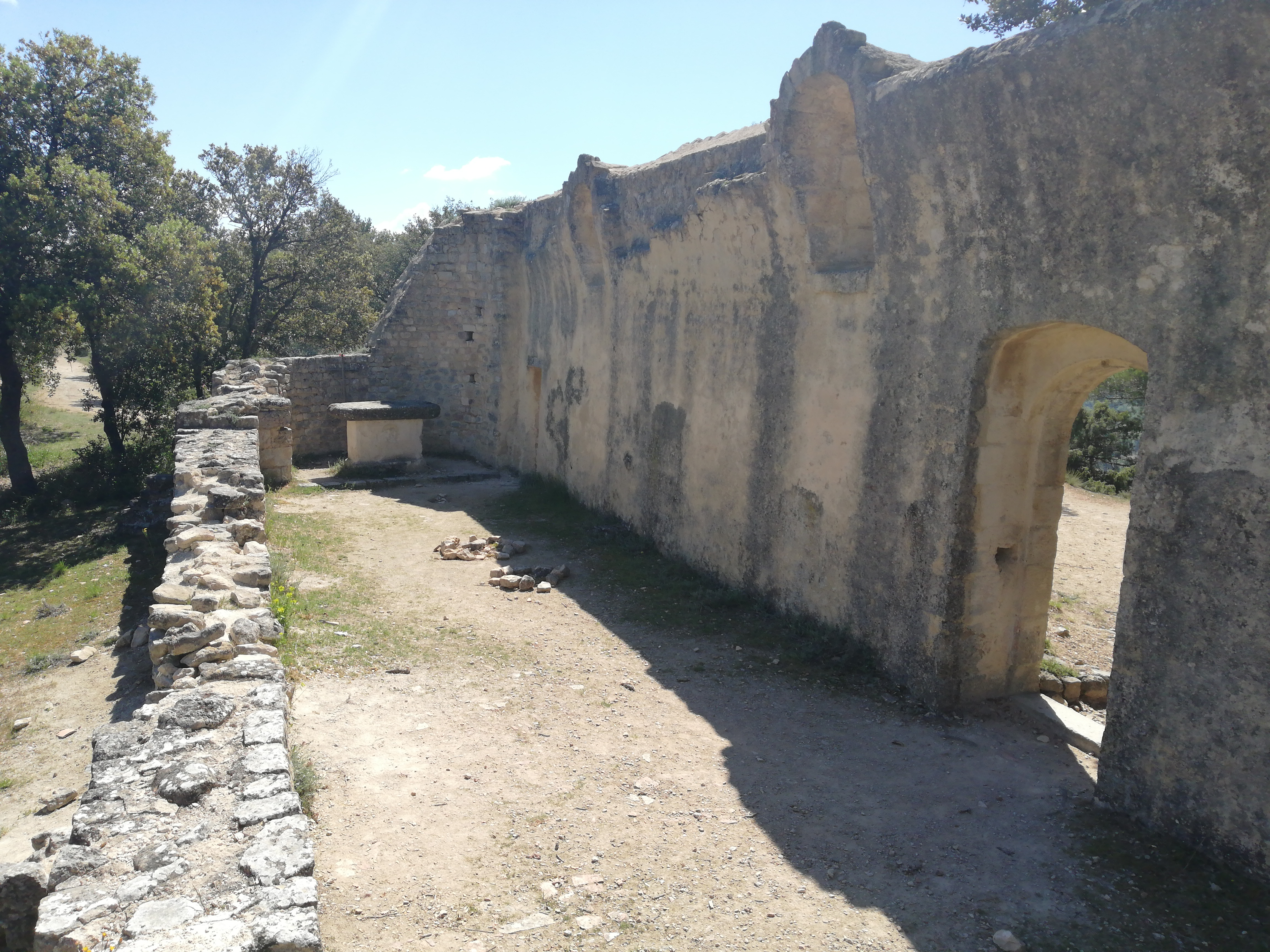
Chapelle Saint Julien, sur la colline du même nom (2022).
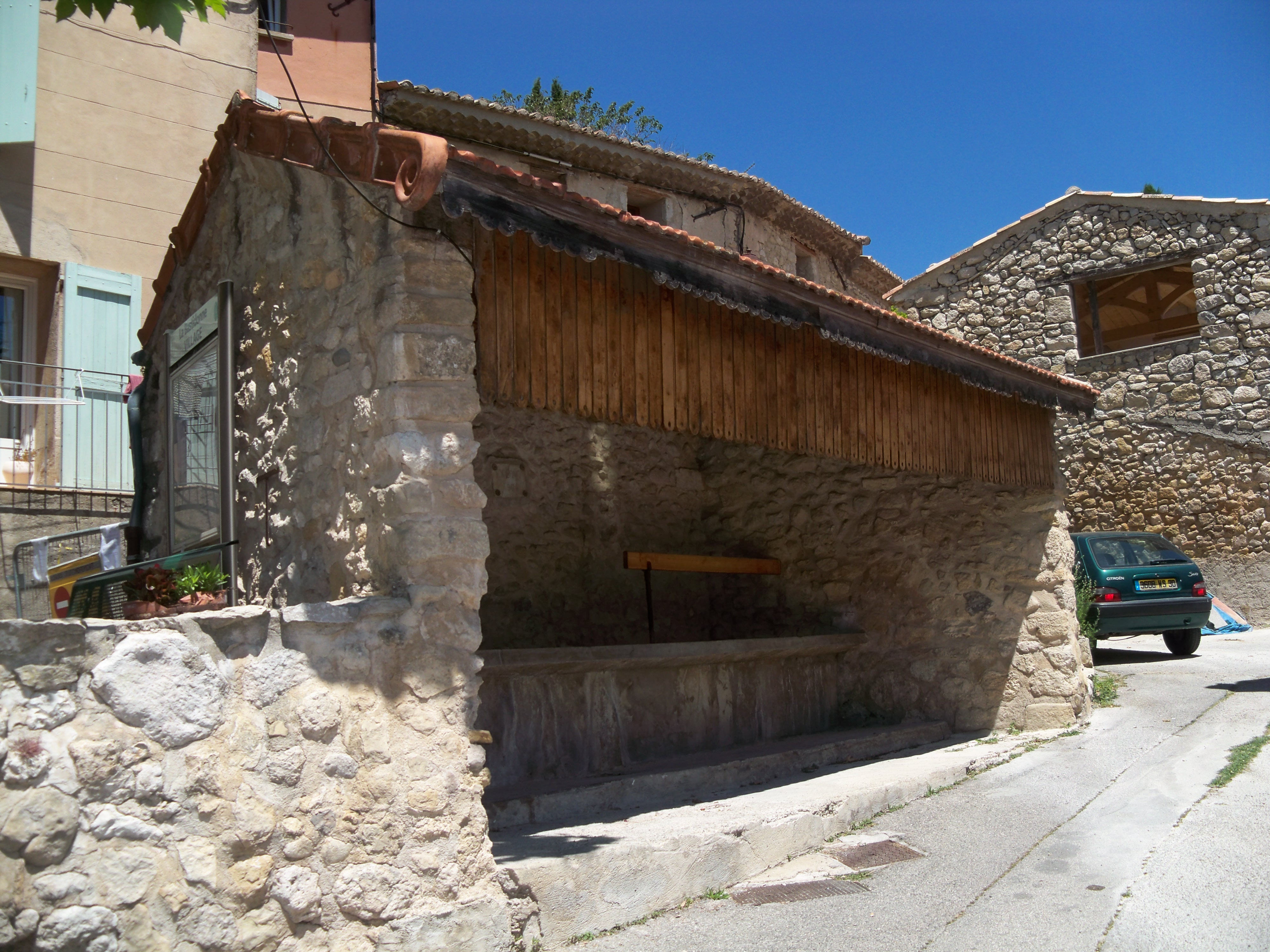
Lavoir du village, Rue du Lavoir (2013).
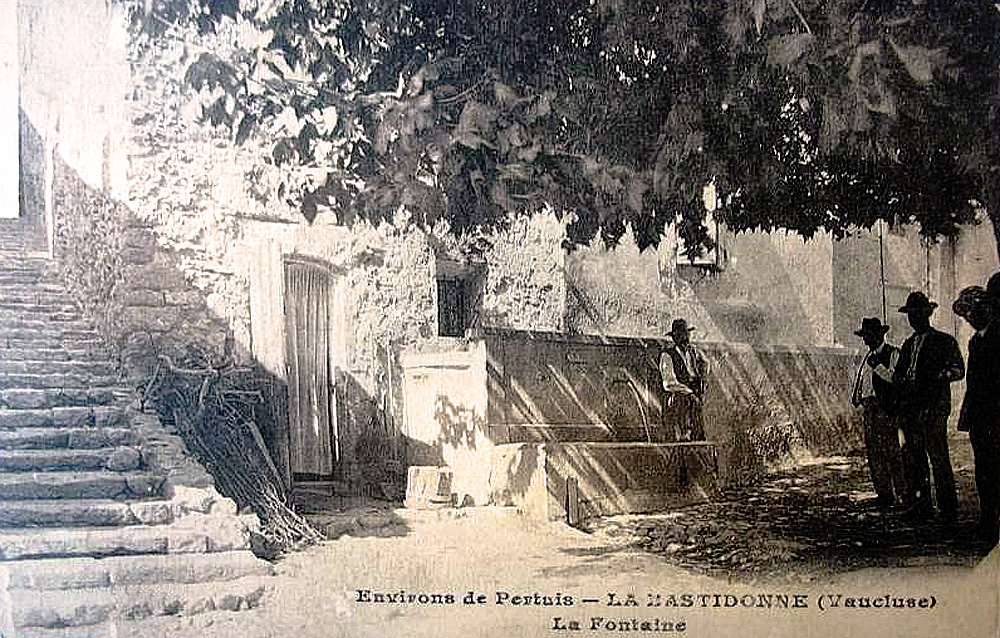
La fontaine, vers 1900.

La Plumeautière : la demeure du chat Plumeau. Le plus beau chat du monde

### Héraldique
| Blason de La Bastidonne | Blason  | De sable à la tour donjonnée d'or, ouverte et maçonnée du champ. |
| Blason de La Bastidonne | Détails | Le statut officiel du blason reste à déterminer.                 |